# Metak (glazbeni sastav)
Metak je bio hrvatski rock sastav iz Splita koji je osnovao Mirko Krstičević 1978. godine.
Članovi Metka u prvoj postavi bili su Ranko Boban (pjevač), Željko Brodarić Jappa (gitara), Mirko Krstičević (bas gitara) i Matko Jelavić (bubnjevi). Odlaskom Ranka Bobana u grupu dolazi Željkov brat Zlatko Brodarić (gitara), a vokal preuzima Željko Brodarić Jappa. Prvi nastup imali su s pjesmom "Šijavica" na Festivalu zabavne glazbe Split 1978. godine i tom prilikom organizatori su ih najavili kao sastav Meta, jer su izvorni naziv smatrali previše provokativnim.
Albume su snimali u splitskom studiju Tetrapak koji je dobio ime po pjesmi "Tetrapak" s njihovog prvog albuma. Pjesma "Da mi je biti morski pas"  1980. bila je najizvođenija pjesma svih RTV stanica u Jugoslaviji, a poslije ju je obradio splitski sastav Osmi putnik, te je bila motivom za istoimeni hrvatski film.
Od poznatih osoba, s "Metkom" su surađivali Momčilo Popadić, Ivo Lesić, Joško Banov, Duško Mucalo, Remi Kazinoti, Tedi Spalato.

## Članovi sastava
- Željko Brodarić Jappa - gitara i vokal (1978.-1981.)
- Zlatko Brodarić - gitara (1979.-1981.)
- Ranko Boban - vokal (1978.)
- Mirko Krstičević - skladatelj, bas gitara (1978.-1981.)
- Matko Jelavić - bubnjevi (1978.-1981.)
- Doris Tomić - klavijature (1978.-1979.)

## Diskografija

### Singlovi
- 1978. - "Šijavica / Gastarbajterska balada" (Diskoton)
- 1979. - "Ona ima svoju dragu mamu / Revolver" (Jugoton)
- 1980. - "Da mi je biti morski pas / Rock'n'roller" (Jugoton)

### Studijski albumi
- 1979. - U tetrapaku (Jugoton)
- 1980. - Da mi je biti morski pas ([Jugoton)
- 1981. - Ratatatatija (Suzy)

### Kompilacije
- Da mi je biti morski pas (Croatia Records)

## Zanimljivosti
Nakon što je "Metak" prestao svirati: 
- Matko Jelavić karijeru na estradi nastavio je kao skladatelj i pjevač.
- Željko Brodarić Jappa 1982. izdao je LP "Majmuni", posvetio se producentskom radu, te nastupa u duetu s kćeri Sarom Brodarić ("Sara & Jappa").
- Zlatko Brodarić se posvetio skladanju instrumentalne glazbe, radi kao studijski glazbenik. Sa sinovima je osnovao "Trio Brodarić", a prije toga je objavio dva albuma instrumentalne glazbe: Between Perpendiculars (1999.) i Going West, Looking East (2004.)
- Mirko Krstičević se posvetio klasičnoj glazbi, skladanju scenske glazbe za film, televiziju i kazalište. Pisac je nekoliko glazbeno scenskih djela te pokretač projekata "Splithesis" (ansambl za suvremenu glazbu) i "The Highway to well family".

## Vanjske poveznice
- Diskografija Mirko Krstičević
- Diskografija Željko Brodarić Jappa
- https://www.discogs.com/artist/848081-Metak
- Željko Brodarić Jappa - Zašto se raspala najbolja splitska rock grupa Metak Muzičko leto 1982., Yugopapir
- Goran Pelaić: ZAPISI I SJEĆANJA GORANA PELAIĆA (50): Otrgnuto od zaborava – Grupa Metak  Dalmacija danas. 5. listopada 2020.